# هيلين جين لونغ
هيلين جين لونغ (بالإنجليزية: Helen Jane Long)‏ هي ملحنة وعازفة بيانو وموسيقية بريطانية، ولدت في 10 أبريل 1974 في هامبشير في المملكة المتحدة.

## وصلات خارجية
- الموقع الرسمي
- هيلين جين لونغ على موقع IMDb (الإنجليزية)
- هيلين جين لونغ على موقع ميوزك برينز (الإنجليزية)
- هيلين جين لونغ على موقع أول ميوزيك (الإنجليزية)
- هيلين جين لونغ على موقع ديسكوغز (الإنجليزية)